# Musique de la république démocratique du Congo
Ne doit pas être confondu avec Musique de la république du Congo.
 (mai 2023).

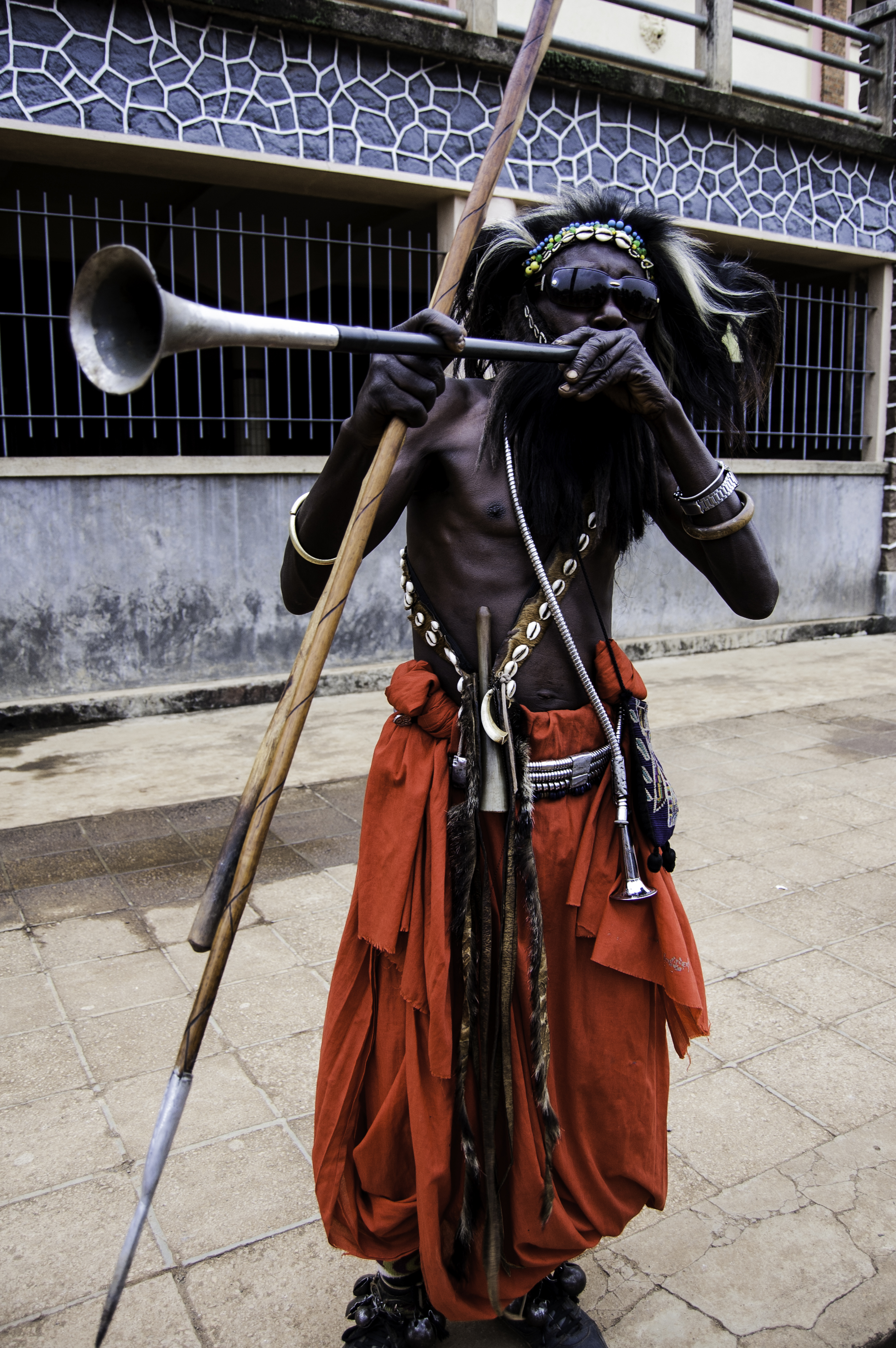
Tenue traditionnelle.

La musique kino-congolaise est l'une des formes musicales les plus influentes du continent africain. Depuis les années 1930, les musiciens congolais ont un impact important sur la scène musicale africaine et la scène internationale. De nombreux genres musicaux contemporains, tels que le benga kenyan et la champeta colombien, ont été fortement influencés par la musique congolaise.
La musique de la république démocratique du Congo existe sous de nombreuses formes, très variées. En dehors de l'Afrique, la plupart des musiques de la république démocratique du Congo sont appelées Soukous, ce qui fait plutôt référence à une danse populaire de la fin des années 1960. Le terme rumba ou rock-rumba est également utilisé de manière générique pour désigner la musique congolaise, bien qu'aucun ne soit précis ni descriptif avec précision.
Les Congolais n'ont pas de terme unique pour désigner leur propre style musical, bien que muziki na biso (« notre musique ») ait été utilisé jusqu'à la fin des années 1970. Le nom le plus courant aujourd'hui est ndule, qui signifie simplement « musique » en langue lingala ; la plupart des chansons de la république démocratique du Congo sont en effet chantées en lingala.

## Histoire

### Époque coloniale (avant 1960)
Durant l'époque coloniale, Kinshasa, la capitale du Congo, est l'un des grands centres d'innovation musicale. Le pays, est cependant découpé en territoires contrôlés par de nombreux groupes ethniques différents, qui ont peu en commun les uns avec les autres. Chacun maintient (et continue de le faire aujourd'hui) ses propres traditions musicales folkloriques, et il n'y a pas d'identité musicale pancongolaise réelle jusqu'aux années 1940.
Comme une grande partie de l'Afrique, le Congo est dominé pendant la Seconde Guerre mondiale par la rumba congolaise. Les musiciens congolais s'approprient ce style et adaptent ses caractéristiques à leurs instruments et à leurs goûts. Dans les années 1950, des maisons de disques, en majorité étrangères, commencent à apparaître, notamment CEFA, Ngoma, Loningisa et Opika, chacune émettant de nombreux disques 78 tours,,. Radio Congo Belge commence également à émettre durant cette période. Bill Alexandre, un Belge travaillant pour le CEFA, est responsable de l'introduction de la guitare électrique au Congo.
Les premiers musiciens populaires sont représentés par Camille Feruzi, qui introduit l'accordéon et popularise la rumba dans les années 1930, ainsi que des guitaristes comme Zachery Elenga, Wendo Kolosoy et, plus influent encore, Jean-Bosco Mwenda. Outre la rumba, d'autres genres importés comme le swing américain, le cabaret français et le highlife ghanéen sont également populaires.
En 1953, la scène musicale congolaise commence à se différencier avec la formation d'African Jazz (dirigé par Joseph Kabasele, dit Le Grand Kallé), le premier orchestre à plein temps à enregistrer et à jouer, et les débuts du guitariste Franco Luambo. Tous deux vont devenir les premières stars de la musique congolaise. Le jazz africain, est représenté par Kabasele, qui est parfois appelé le « père de la musique congolaise moderne », ainsi que par le légendaire saxophoniste et claviériste camerounais Manu Dibango. Kabasele devient l'un des artistes les plus connus d'Afrique, en grande partie grâce à Indépendance Cha Cha, composé dans les années 1960, qui célèbre l'indépendance du Congo et devient un hymne pour les mouvements similaires à travers le continent.
En 1960, le trompettiste Louis Armstrong est accueilli comme un chef d'État, à Léopoldville, qui deviendra Kinshasa, preuve du succès musical qu'il incarne.

### Big bands (vers 1950–70)
Dans les années 1950, Kinshasa et Brazzaville se lient culturellement et de nombreux musiciens effectuent des allers-retours entre les deux villes, notamment Nino Malapet et l'un des fondateurs du groupe OK Jazz, Jean Serge Essous. La technologie d'enregistrement évolue pour permettre des temps de jeu plus longs, et les musiciens se concentrent sur le seben, une pause instrumentale de percussion avec un tempo rapide, courant dans la rumba. L'OK Jazz et l'African Jazz continuent à se produire tout au long de la décennie jusqu'à la séparation d'African Jazz au milieu des années 1960, TP OK Jazz avec Franco Luambo Makiadi à la barre domine la musique soukous pendant les 20 années suivantes.
Tabu Ley Rochereau et Dr. Nico forment ensuite African Fiesta, qui incorpore de nouvelles innovations de toute l'Afrique ainsi que des influences soul, rock et country américaines et britanniques. African Fiesta ne dure cependant que deux ans avant de se désintégrer, et Tabu Ley forme en solitaire l'Orchestre Afrisa International à la place, mais ce nouveau groupe ne peut rivaliser très longtemps avec OK Jazz.
Beaucoup des musiciens les plus influents de l'histoire du Congo émergent d'un ou plusieurs de ces grands groupes, parmi eux le colosse Franco Luambo Makiadi, mais aussi Sam Mangwana, Ndombe Opetum, Vicky Longomba, Dizzy Madjeku et Verckys Kiamuangana Mateta. Mangwana est le plus populaire de ces artistes solo, à la tête d'une large base de fans fidèles. Mose Fan Fan d'OK Jazz montre aussi son influence, exportant la rumba congolaise en Afrique de l'Est, notamment au Kenya, après s'y être déjà installé en 1974 avec Somo Somo. La rumba se répand également dans le reste de l'Afrique, avec Pamelo Mounk'a et Tchico Thicaya de Brazzaville qui s'installent à Abidjan et Ryco Jazz qui emmène le son congolais aux Antilles françaises.
Au Congo, les membres de Gombe High sont fascinés par le rock et le funk américains, en particulier après la visite de James Brown en Zambie en 1970 et à Kinshasa en 1974. Los Nickelos et Thu Zahina émergent du groupe, le premier déménageant à Bruxelles et le second devenant légendaire pour ses spectacles énergiques qui comprennent des percussions frénétiques et funky et un son psychédélique. Cette période de la fin des années 60 est l'ère du soukous, bien que le terme soukous ait maintenant un sens beaucoup plus large et se réfère également à tous les développements ultérieurs de la musique congolaise.

### Depuis l'émergence du groupe Zaïko (1970-1990)
Stukas et Zaïko Langa Langa sont les deux groupes les plus influents à émerger à cette époque, Zaïko Langa Langa étant un point de départ important pour des musiciens comme Pepe Feli, Bozi Boziana, Evoloko Jocker et Papa Wemba. Un son pop plus doux se développe au début des années 1970, à l'initiative des orchestres Bella Bella, Shama Shama et Lipua Lipua, tandis que Verckys Kiamuangana Mateta promeut un son garage rock plus rugueux qui lance entre autres les carrières de Pepe Kalle et Kanda Bongo Man.
Au début des années 1990, bon nombre des musiciens les plus populaires de l'ère classique ont perdu leur influence ou sont morts, et le régime du président Mobutu continue de réprimer la musique indigène, renforçant le statut de Paris en tant que centre de la musique congolaise. Pepe Kalle, Kanda Bongo Man et Rigo Star sont tous basés à Paris et comptent parmi les musiciens congolais les plus populaires. De nouveaux genres de styles comme le madiaba et le mutuashi de Tshala Mwana acquièrent une certaine popularité. Cependant, Kinshasa possède encore des musiciens populaires, dont Bimi Ombale et Dindo Yogo.
En 1993, bon nombre des plus grands artistes musicaux et groupes de l'histoire du Congo sont réunis pour un événement qui contribue à revitaliser la musique congolaise et lance également la carrière de groupes populaires comme Swede Swede. Une autre caractéristique notable de la culture congolaise est sa musique sui generis. La musique kino-congolaise mélange ses sources musicales ethniques avec la rumba et le merengue pour donner naissance au Soukous.
Les personnalités influentes du Soukous et de tous ses sous-genres, dont le N'dombolo, la rumba rock, sont Franco Luambo, Tabu Ley, Simaro Lutumba, Papa Wemba, Koffi Olomide, Kanda Bongo Man, Ray Lema, Abeti Masikini, Pepe Kalle, et Nyoka Longo. L'un des pionniers les plus talentueux et les plus respectés de la rumba africaine est Tabu Ley Rochereau.
L'Afrique produit des genres musicaux directement dérivés du soukous congolais. Certains des groupes africains chantent en lingala, la langue principale de la RDC. Le même soukous congolais, sous la houlette de Papa Wemba, donne le ton à une génération de jeunes gens qui s'habillent de vêtements de marque coûteux : la SAPE,,,. Les nombreux chanteurs et instrumentistes passés par Zaiko Langa Langa règnent ensuite sur la scène musicale de Kinshasa dans les années 80 avec des groupes tels que Choc Stars et Viva la Musica de Papa Wemba.
Un ancien membre de Viva la Musica, Koffi Olomidé, est incontestablement la plus grande star zaïro-congolaise depuis le début des années 90. Ses principaux rivaux sont deux vétérans du groupe Wenge Musica, JB Mpiana et Werrason. Mpiana, Werrason et Olomidé prétendent chacun être à l'origine du n'dombolo, un style qui entremêle les cris avec des éclats de mélodie vocale et d'harmonie sur un vacarme frénétique de guitares électriques, de synthétiseurs et de batterie. Ce style est si répandu aujourd'hui que même le répertoire actuel de Koffi Olomidé est principalement de style n'dombolo.
En 2021, la rumba congolaise rejoint d'autres traditions vivantes telles que la musique reggae jamaïcaine et la rumba cubaine sur la liste du patrimoine culturel immatériel de l'humanité, établie par l'UNESCO.